# アフリカシロナヨトウ
アフリカシロナヨトウ (Spodoptera exempta) は、アフリカを中心に生息するチョウ目ヤガ科のガの一種の害虫。アフリカンアーミーワーム (African armyworm) やokalombo, Kommandowurm, nutgrass armywormといった名でも知られている。

## 概要
非常に有害な害虫であり、短期間のうちに大量の作物に食害を与える。その幼虫はほぼありとあらゆる種類の草に加えて、トウモロコシや米、コムギといった穀物の若いものや、サトウキビ、ときにはココナッツまでも食す。 アーミーワームの名は、その群れが草原を"行進"していく様を元に名付けられたものである。アフリカシロナヨトウは雨季に、特に長い干ばつの後に大量に発生する傾向がある。 東アフリカの長い乾季においては密度も低く、こうした"オフシーズン"に大発生が確認されることはない。
アフリカシロナヨトウの成虫の生息期間は10日ほどである。メスはその生涯に最大1000ほどの卵を産卵する。象牙色をした卵は葉の上に塊となって産卵される。卵が孵るまでは2-5日である。幼虫期は2-3週間である。
成虫のガは長距離移動が可能で、時には誕生した土地から100km以上も離れた場所まで移動することもある。 実際に過去の大発生の事例では、被害が数か月のうちに広範囲に拡大した例が確認されている。
この種はアラビア半島のイエメンや、太平洋の島々、さらにはオーストラリアの一部でも確認されている。 日本においても沖縄県などの離島で被害が確認されている。

## 主な被害

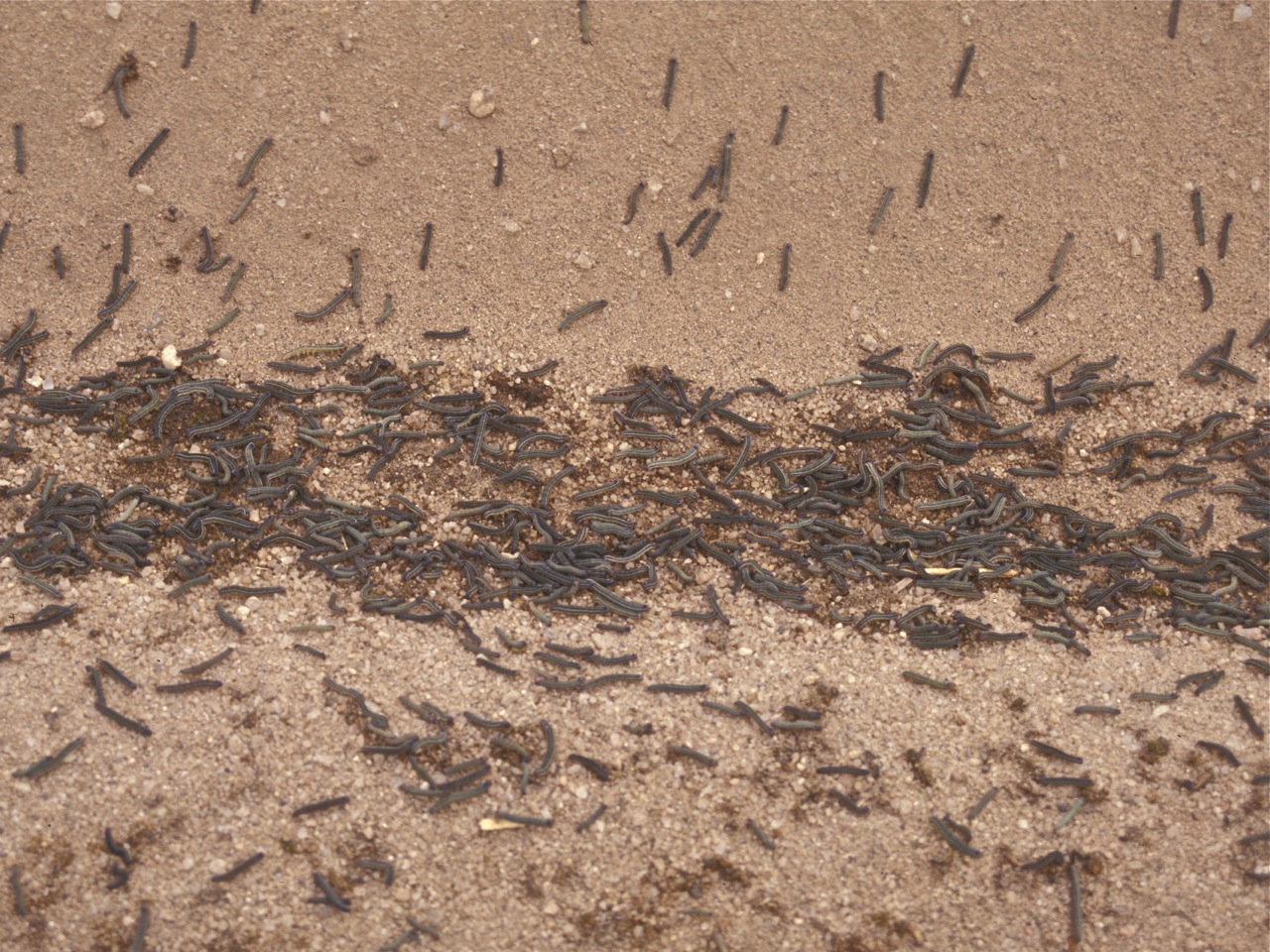
道路を蠢くアフリカシロナヨトウの群

1999年4月中旬にエチオピア南部で始まった大発生では、その月のうちに北部へと広がりさらに5月初頭には隣国ソマリアのJubba Valleyにまで被害が拡大した。同時期にはケニアのリフトバレー州とウガンダの一部でも大発生が起きている。エチオピア政府は35万ヘクタールの土地に殺虫剤を投入しこれを駆除した一方、ケニア・ウガンダ両政府には十分な備えがなく、また無政府状態が続いていたソマリアでは有効な対策は取られなかった。
2009年1月には、リベリアのボン郡にアフリカシロナヨトウの大群が侵入、植物が食い荒らされるとともに小川が埋め尽くされるほどの大発生が報じられた。 この群れはその後隣国のギニアとシエラレオネにも拡散した。 1月28日、リベリア大統領はアフリカシロナヨトウの大発生に対する非常事態を宣言した。
2009年12月にはタンザニアの10地域で大発生が起きている。この中には同国の主要な穀物生産5地域のうち3地域も含まれており、残り2地域にも拡大の危険性があった。タンザニアでは2007年から農家にアフリカシロナヨトウ対策を進めさせており、また2009年後半の大発生が予測されていたことから農家に大量の殺虫剤を用意させていた。しかし、22日の発生報告後、アフリカシロナヨトウは速やかにその勢力を拡大した。同月31日までに1,400エーカー (5.7 km2)の穀物が被害を受けた。
2015年1月にはジンバブエにおいて大発生が報告されている。 同年11月には隣国ボツワナにおいても大発生が報告された。